# Kokusai Ku-8
Le Kokusai Ku-8-II (国際 ク8 四式特殊輸送機, Kokusai ku 8 yonshiki tokushū yusōki), pour « Planeur de transport spécial Kokusai de l'armée type 4 », était un planeur militaire de transport japonais, utilisé pendant la Seconde Guerre mondiale.

## Conception et développement
La conception du Ku-8 débuta en décembre 1941. L'appareil était essentiellement un avion de transport léger Kokusai Ki-59 ayant vu ses moteurs et réservoirs retirés et ayant reçu un train d'atterrissage modifié. Il reçut la désignation alliée « Goose », puis « Gander ». Il était remorqué par un Ki-21-II Sally modifié.
Une version Ku-8-II produite en 1944 faisait appel à une structure tubulaire en acier et à un nez articulé sur charnières, qui pouvait être ouvert vers le côté pour faciliter le chargement de l'appareil. Sa capacité fut également légèrement augmentée afin de pouvoir embarquer 20 soldats et leur équipement.

## Carrière oéprationnelle
En tout, environ 700 exemplaires furent produits. Ils ne furent jamais utilisés au combat par le Service aérien de l'Armée impériale japonaise, mais pourraient avoir servi opérationnellement pour la livraison de marchandises critiques dans les Philippines à l'été 1944.
À cause de l'« atterrissage forcé » volontaire d'un Ki-59 à Palembang pour livrer un canon antiaérien, certaines sources désignent le Gander comme ayant pris part à cette opération, alors qu'il n'était tout simplement pas prêt à temps pour l'attaque de Palembang,.

## Versions
- Ku-8-I : Prototypes ;
- Ku-8-II : Version de production.

## Utilisateur
- Empire du Japon :
  - Service aérien de l'Armée impériale japonaise : Vers le milieu de l'année 1944[2].

## Caractéristiques
Données de Kokusai Ku-8-II, Japanese Aircraft of the Pacific War, Fighting Gliders of World War II.
Caractéristiques générales
- Équipage : 2 pilotes
- Capacité : 20 soldats équipés, ou un Howitzer de montagne avec son équipage
- Longueur : 13,31 m
- Envergure : 23,2 m
- Hauteur : 2,96 m
- Surface alaire : 50,5 m2
- Masse à vide : 1 630 kg
- Masse typique : 3 500 kg
- Charge utile : 1 790 kg
- Finesse : 15.9 : 1

 Performances 
- Vitesse à ne jamais dépasser : 240 km/h
- Vitesse de remorquage maximale : 224 km/h
- Charge alaire : 105,7 kg/m2

### Articles
- (en) « Transport Gliders : The Rise and Demise of a Weapon: Part Four », Air Enthusiast, Bromley, Royaume-Uni, vol. 2, no 6,‎ juin 1972, p. 318–322.